# Wanda Wierzchleyska
Wanda Wierzchleyska (née Wajgiel le 3 mars 1900 à Lemberg - morte le 14 janvier 2012 à Varsovie) est une supercentenaire polonaise, doyenne des Polonais du 3 janvier 2010 au 14 janvier 2012.

## Biographie
Wanda Wierzchleyska naît le 3 mars 1900 d'Eugeniusz Wajgiel, médecin, et de Ludwika Jankowska. Elle est diplômée de la faculté d'agriculture de l'École polytechnique de Lwów. En 1930[réf. souhaitée] elle épouse Klemens Wierzchleyski, ingénieur. Ils ont deux filles, Ewa (née en 1934) et Izabella (née en 1938). Le 3 août 1944 pendant l'insurrection de Varsovie son père et son mari sont exécutés par les Allemands. Elle devient la doyenne des Polonais le 3 janvier 2010, après la mort de Michalina Wasilewska (1898–2010).
Wanda Wierzchleyska s'est éteinte le 14 janvier 2012 à Varsovie.